# Kančí vrch
Kančí vrch är ett berg i Tjeckien.   Det ligger i regionen Liberec, i den norra delen av landet, 100 km nordost om huvudstaden Prag. Toppen på Kančí vrch är 680 meter över havet.
Terrängen runt Kančí vrch är kuperad åt sydväst, men åt nordost är den platt.Runt Kančí vrch är det ganska tätbefolkat, med 54 invånare per kvadratkilometer. Närmaste större samhälle är Liberec, 10,9 km söder om Kančí vrch. I omgivningarna runt Kančí vrch växer i huvudsak blandskog.